# Atlajco, Veracruz
Atlajco är en ort i Mexiko.   Den ligger i kommunen Tequila och delstaten Veracruz, i den sydöstra delen av landet, 230 km öster om huvudstaden Mexico City. Atlajco ligger 1 424 meter över havet och antalet invånare är 368.
Terrängen runt Atlajco är bergig västerut, men österut är den kuperad. Runt Atlajco är det ganska tätbefolkat, med 155 invånare per kvadratkilometer. Närmaste större samhälle är Orizaba, 16,0 km nordväst om Atlajco. I omgivningarna runt Atlajco växer i huvudsak städsegrön lövskog.